# Мерхар Алойзій
Мерхар Алойзій (псевдонім: Сильвин Сарденко; (15 червня 1876 , Любляна, Крайнинське герцогство  — 21 лютого 1942 , Любляна )) — словенський римо-католицький священик, поет, письменник, драматург і редактор.
Закінчив середню школу в Любляні. Вивчав теологію і був підвищений до римського церковного права в Римі в 1906 році. Потім він був капеланом у різних місцях, а з 1908 р. катехитом в гімназії та учительському коледжі в Любляні; У 1924 році він став каноніком собору.
Свої перші вірші він почав публікувати в «Ангельчеку» та «Вртеці», а потім у «Люблянському дзвоні» та «Дом і світ», які також редагував з 1922 року.
Мерхар безуспішно змагався з сучасними поетами. Його тексти за формою належать до вмілого написання пісень, а їх зміст — суміш побожності та невипробуваної еротики, замаскованої містичним одягом. Вміло оформлені та мелодійні вірші Мерхара ритмічно схематичні, декоративні та наповнені традиційною біблійною символікою. Окрім віршів, Мерхар також писав замальовки, ігри для дітей, легенди, біблійні біографії, сценічні картини, які проводили релігійні товариства, а також освітні історії та мемуари. Студентські спогади мають літературну цінність.